# Есперит
Есперит — рідкісний складний кальцієво-свинцево-цинковий силікат (PbCa3Zn4(SiO4)4), споріднений з берилонітом та тримеритом, який раніше називався кальціоларсенітом. Названий на честь Еспера Ф. Ларсена (1879-1961), петролога з Гарвардський університет.
Есперит має білий, жирний вигляд при денному світлі та дуже цінується за свою яскраву жовто-зелену флуоресценцію під короткохвильовим ультрафіолетовим світлом. Він зустрічається в асоціації з кальцитом, франклінітом, віллемітом, хардістонітом і кліноедритом. Він також був знайдений у вигляді призматичних кристалів до 1 мм у довжину у копальні El Dragon, Потосі, Болівія, в асоціації з алофаном, халькоменітом, клінохалькоменітом і баритом.